# 保坂友利子
保坂 友利子（ほさか ゆりこ、1965年3月23日- ）は、日本の元AV女優。趣味は、油絵・スキー・スポーツ。バルドエージェンシー所属。

## 略歴
- 2009年にAVデビュー。

## 出演作品
2009年
- 洗ってないマ○コを嫌という程若手社員に舐めさせる女社長（8月5日、フリーダム）
- 薄手のタンクトップの上からの乳首責めでイっちゃう熟女（9月19日、AROUND）
- 変態レズたちの夏 ハレンチファック（12月25日、ながえスタイル）

2010年
- 母と息子の近親相姦 〜母の浮気に嫉妬する息子〜（5月1日、ルビー）
- 射精後に敏感になっている亀頭をイジリまわして、更にもう一度、射精させてア・ゲ・ル（7月2日、映天）
- 私、知らない男とセックスなんてできない AVプロダクション盗撮 モデル面接にやってきた人妻たち（7月2日、映天）
- 初めての浮気現場2（7月9日 クリスタル映像）
- 黒ストの似合う熟女 怜子50歳（8月24日 AROUND）
- 嫁の母親 禁断の家族関係（10月5日 スティルワークス）